# 周明国
周明国（1914年—2005年），中国人民解放军将领、中国人民解放军开国少将。
曾任中国人民解放军南京军区炮兵参谋长。1955年，授予中国人民解放军少将。